# Ines Gerber
Ines Gerber es una deportista Suiza que compitió en natación sincronizada. Ganó dos medallas de bronce en el Campeonato Europeo de Natación, en los años 1977 y 1981.

## Palmarés internacional
| Campeonato Europeo | Campeonato Europeo | Campeonato Europeo | Campeonato Europeo |
| Año                | Lugar              | Medalla            | Prueba             |
| ------------------ | ------------------ | ------------------ | ------------------ |
| 1977               | Jönköping (Suecia) | Medalla de bronce  | Equipo             |
| 1981               | Split (Yugoslavia) | Medalla de bronce  | Equipo             |